# Сільвія Полл
Сільвія Полл (ісп. Silvia Poll, 24 вересня 1970) — коста-риканська плавчиня.
Срібна медалістка Олімпійських Ігор 1988 року, учасниця 1992 року.